# 徳住有香
徳住 有香（とくずみ ゆか、1977年10月10日 - ）は、日本のフリーアナウンサー。

## 概要・経歴
熊本県熊本市出身。東京女子大学卒業後の2000年4月、鹿児島読売テレビに入社。主に報道番組を担当。2007年9月付けで鹿児島読売テレビを退社。その後、フリーアナウンサーへ転向。司会者/キャスター/リポーターなど。東京都内でフリーアナウンサーとして活動している傍ら、キャスターやリポーターとして活躍していた。
2016年の全番組降板後、同年5月から日本和装ホールディングスの広報IR担当。2020年からミナトホールディングスの広報IR担当として活躍中。

## 出演番組

### 過去

#### 鹿児島読売テレビ時代
- KYTニュースプラス1（2001年10月 - 2006年3月）
- KYT Newsリアルタイム（2006年4月 - 2007年9月）
- 名探偵コナン（2005年2月14日） - 徳住友香（本人） 役

#### フリー転向後
- TOKYOホット情報（東京都議会情報）（テレビ東京）
- おはよう世界 （NHK BS1）、2008年4月7日 - 番組終了
- ワールドWaveモーニング （NHK BS1）、2011年4月4日 - 2014年3月28日
- キャッチ!世界の視点 （NHK BS1）、2014年3月31日 - 2016年3月26日・隔週担当
- 国際報道2014/2015 （NHK BS1）、黒木奈々が休養時の代理キャスター、「キャッチ!世界の視点」を担当しない週に担当
- 99.9-刑事専門弁護士- 第6話（2016年5月22日、TBS） - 徳川由美子 役